# 赤れんがフェスタ (舞鶴)

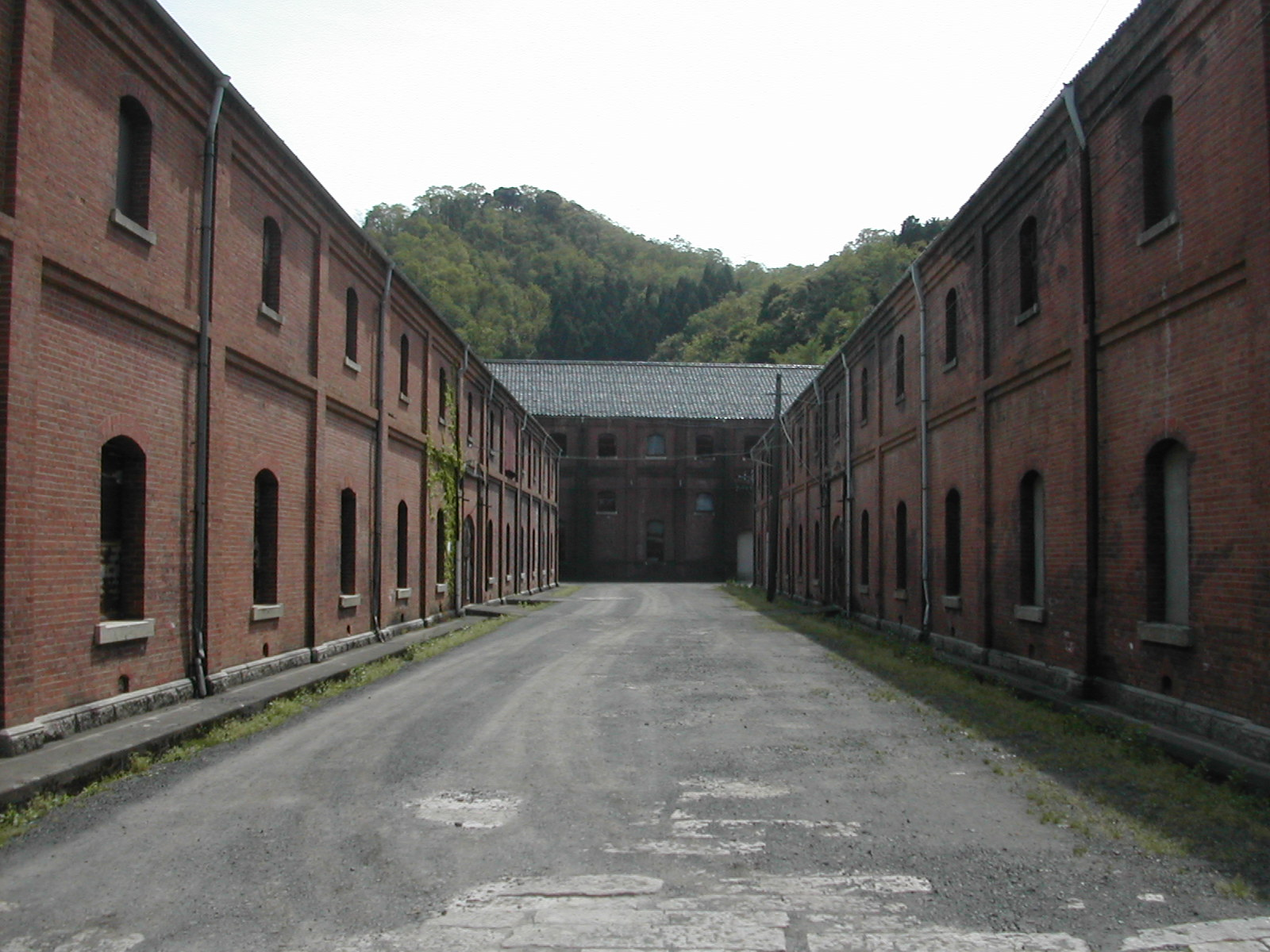
赤れんがフェスタの会場

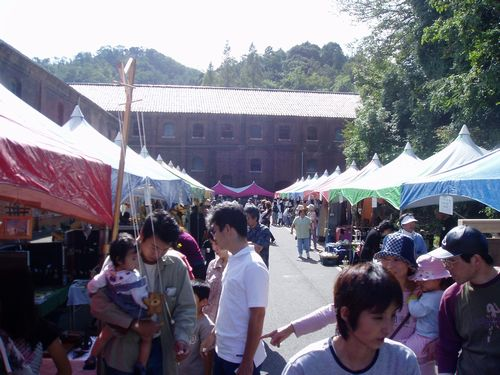
赤れんがフェスタin舞鶴2005「アート＆クラフトフェア」会場の様子

赤れんがフェスタ（あかれんがフェスタ）とは毎年、京都府舞鶴市で行われる観光イベント。毎年10月の第2土曜・日曜に行われる。
軍港の街として発展した舞鶴市が、旧日本海軍が利用していた赤れんが倉庫群を活用したイベントで、舞鶴が発祥といわれる肉じゃがや海軍料理などのグルメコーナーや日本海でとれた魚介類などの物産展、レンガを用いたアート展示会、旧軍港4市近代化遺産写真展などが行われている。
舞鶴は戦前の煉瓦建築物が日本で最も多数現存している街で、その一部倉庫群は夜間ライトアップされるため、幻想的でロマンチックな光景を観ることができる。

## アクセス

### 鉄道
- JR西日本 舞鶴線 東舞鶴駅から徒歩約15分。バス・タクシーなら約5分。 
  - 京都駅から特急「まいづる」「タンゴディスカバリー」で約1時間30分で東舞鶴駅着。
  - 金沢駅から特急「サンダーバード」で敦賀駅乗換え、小浜線に乗り、約2時間で東舞鶴駅着。

### 道路
- 舞鶴若狭自動車道 舞鶴東インターチェンジから車で約15分。

## 主催・後援
- 主催 - 舞鶴市、舞鶴市教育委員会、赤れんがフェスタ実行委員会
- 後援 - 朝日新聞舞鶴支局、京都新聞、産経新聞舞鶴支局、毎日新聞舞鶴支局、読売新聞大阪本社、NHK京都放送局、KBS京都、エフエム京都

## 周辺の名所・文化施設
- 赤れんが博物館
- 舞鶴引揚記念館
- 舞鶴市政記念館（12棟の煉瓦倉庫群）